# Литовська література
Литовська література — література литовською мовою.

## Релігійна література (XVI століття)
Писемність на литовській мові почалася з книг релігійного змісту. Перша литовська книга — «Катехізис» (1547) Мартінаса Мажвідаса (бл. 1510–1563), пастора в Рагніт (нині Німан в Калінінградській області). Видана в Кенігсберзі книга містила, крім катехізису, віршовану передмову литовською мовою, одинадцять церковних піснеспівів з нотами і перший литовський буквар. Мажвідас видав переклади духовних пісень і молитов. Підготовлений Мажвідас перший литовський збірник церковних пісень «Пісні християнські» (I ч. — 1566, ч. II — 1570) видав після його смерті Балтрамеюс Вілентас, кенігсбергський пастор. Збірник містив 130 духовних піснеспівів і псалмів, перекладених з польської, латинської та німецької мов. Перший повний литовський переклад Біблії виконав між 1579 і 1590 Йонас Бреткунас (1536–1602).

У відповідь на протестантські книги литовською мовою з'явилися католицькі. Єзуїт Микалоюс Даукша (бл. 1527–1613) переклав з польської мови «Катехізис» іспанського єзуїта Якова Ледесми і видав у Вільні в 1595. В 1599 у Вільні вийшов збірник проповідей «Постиллє» ректора віленської єзуїтській колегії Якуба Вуєк (1541–1597), перекладений М.Даукша з польської. Кальвіністи видали «Постиллє литовську» (Вільно, 1600) — переклад з польської «Постиллє» Миколая Рея.

Важливу роль у становленні литовської писемності грали Константінас Сірвідаса (Шірвідас; ок.1579-1631), Даніелюс Клейнас (1609–1666) та інші священики змагаються конфесій.

##### Світська література (XVIII століття)
Литовська художня література починається з Крістіонаса Донелайтіса (1714–1780) і його поеми "Пори року " (видана 1818).

## XIX століття
Один з найяскравіших литовських ліриків Йонас Мачюліс — Майроніса (1862—1932) в 1895 видав етапну для литовської літератури та громадських умонастроїв книгу віршів «Весняні голоси», поеми «Крізь муки до честі» (1895), «Молода Литва», «Магда з Расейняй» (1909).

## XX століття
Серед найбільш помітних фігур початку XX століття прозаїки Юозас Тумас — Вайжгантас (1869—1933), Йонас Білюнас (1879—1907), Юлія Жемайте (1845—1921), поет Людас Гіра (1884—1946).

Напередодні Першої світової війни в литовську літературу з запізненням прийшов символізм. Один з його зачинателів — Мотеюс Густайтіс (1870—1927). Символістську поезію представляють Миколас Вайткус (1883—1973), Фаустас Кірша (1891—1964), Баліс Сруога (1896—1947), Вінцас Міколайтіс-Путінас (1893—1967), Стасис Сантварас (1902—1991). Особливе місце займає Юргис Балтрушайтіс (1873—1944), який писав вірші російською мовою (збірки віршів «Земні щаблі», 1911, і «Гірська стежка», 1912). Перші його вірші литовською мовою були опубліковані лише в 1926. Однак його російськомовна поезія ставала чинником розвитку литовської літератури у перекладах (перший переклад 1907) і впливи на литовських поетів В. Міколайтіса — Путінаса, Б. Сруога та ін на початку століття.
У 1920-і рр.. в литовській літературі сформувалися авангардистські течії футуристичної і експресіоністській орієнтацій. Їх представляють «литовський Маяковський» Юозас Тіслява (1902—1961) і угруповання «Чотири вітри» в чолі з Казіс Бінкіс (1893—1942). До групи «четирехветровцев» відносяться Юозас Жлабіс — Жянге (1899—1992), Саліс Шемеріс (1898—1981), Пятрас Таруліс (1896—1980).

До 1930 склалася інша авангардистська група «третьефронтовцев», протиставила себе литовським символістам і «четирехветровцам». Третьефронтовци пропагували активізм (що розуміється як активну участь художника у суспільному житті) і новий творчий метод неореалізм (що розуміється як синтез реалізму, експресіонізму та футуризму), потім перейшли до радикальної ідеологізації, орієнтації на марксистську ідеологію, до політичної агітації. У групу третьефронтовцев входили Казіс Борута (1905—1965), Антанас Венцлова (1906—1971), Костас Корсакас (1909—1986), Йонас Шимкус (1906—1965), Броніс Райла (1909—1997), Пятрас Цвірка (1909—1947). До третьефронтовцам долучилася талановита і популярна поетеса Саломея Неріс (1904—1945) і деякі інші письменники.

Литовська література ще під час Другої світової війни розвивалася як під російською окупацією (Антанас Венцлова, Едуардас Межелайтіс, Юстінас Марцінкявічюс та інші), так і за кордоном (або у «внутрішній еміграції»), головним чином в США.

Частина письменників евакуювалася і емігрувала спочатку до Німеччини і Австрії з наближенням російських військ до Литви в 1944. За кордоном виявилися прозаїк, поет, критик, драматург, класик литовської літератури Вінцас Креве — Міцкявічюс, поети Пятрас Бабіцкас (1903—1991) і Бернардас Браздзіоніс (1907—2002), також Броніс Райла (1909—1997) та багато інших.

Визначальну роль у літературному житті, у видавничій політиці, у відборі матеріалу для переказів грали політичні та ідеологічні мотиви: Венцлова, Цвірка, Неріс, Корсакас ще до війни були відомі лівими прокомуністичними поглядами, деякі з них складалися агентами радянських спецслужб. Письменники брали активну участь у радянізації Литви: Корсакас був директором Литовського телеграфного агентства, Цвірка, Неріс, Венцлова, Гіра входили до складу делегації Народного сейму, яка доставила до Москви декларацію про вступ Литви до складу СРСР, поет і журналіст Палецкис був головою Народного уряду, Венцлова і Александрас Гудайтіс — Гузявічюс були наркомами.